# Triakis acutipinna
El tollo de aletas afiladas (Triakis acutipinna) es un tiburón de la familia Triakidae. Solamente se han hallado dos especímenes, ambos en las costas de Ecuador, el mayor de ellos con una longitud de 1,02 m.
Su reproducción es ovovivípara.